# 김동명 (시인)
김동명(金東鳴, 본명: 김동오, 본명 한자: 金東嗚, 1900년 2월 4일~1968년 1월 21일)은 대한민국의 시인이고, 정치평론가 겸 시사평론가이자, 수필가 및 대학 교수 겸 정치인이다. 대한제국 강원도 강릉군 출생이다.
본관은 경주(慶州)이고, 호(號)는 초허(超虛)이다. 대한제국 강원도 강릉군 명주 사천면 노동리 71번지에서 출생하여, 지난날 한때 1902년 대한제국 한성부 남서 회현방에서 잠시 유아기를 보낸 적이 있으며, 1903년 대한제국 강원도 강릉군 강릉면에서 잠시 유아기를 보낸 적이 있고, 1904년 대한제국 함경남도 원산에서 잠시 유아기를 보냈으며, 1905년 대한제국 함경남도 함흥에서 성장하였고, 1908년 대한제국 함경남도 원산으로 재차 이주하였지만, 영생고등보통학교 2학년 시절이던 1913년 6월 4일을 기하여 다시 일제 강점기 조선 함경남도 함주군 흥남으로 마지막 이주하였다.
제5대 초선 참의원(1960년 7월 ~1961년 5월)을 지내기도 했으며, 1968년 고혈압으로 인해 사망한 그의 묘는, 대한민국 강원도 강릉시 사천면 노동하리에 있다.

## 주요 경력
- 이화여자대학교 교수
- 제5대 참의원(민주당→무소속)
- 연세대학교 특임강사

## 생애
1900년 2월 4일 강원도 강릉시 사천면 노동리 71번지에서 아버지 김제옥과 어머니 신석우 사이에서 외동아들로 출생하였다. 1908년 함경남도 원산으로 이주하였고 1913년 다시 함경남도 흥남으로 이주하였다. 1918년 함경남도 함흥 영생고등보통학교를 졸업, 함경남도 흥남 등지에서 소학교 교원으로 활동하였으며 1919년 함경남도 흥남 지역에서 3·1 운동 참가를 한 뒤 1922년 시인으로 첫 입문하였으며 1925년 일본으로 건너가 도쿄 아오야마 전문학원에서 신학을 전공하였다. 1922년 《개벽》지에 〈당신이 만약 내게 문을 열어주시면〉이라는 샤를 보들레르에게 바치는 시편을 가지고 문단에 등장하였다. 1930년 첫 시집 《나의 거문고》 1936년 47편을 묶어 두 번째 시집《파초》를 간행하였다. 일제에 항거하여 1942년 《술노래》를 끝으로 해방될때까지 붓을 꺾고 창씨개명을 거부한 민족시인이었다. 1945년 광복 이후에는 1947년 월남하여 이화여자대학교에 교수로 재직하면서 과거의 시풍과 서정성에서 벗어나 현실과 정치, 사회적인 풍자와 관념에 관한 글을 집필하였다. 1947년 세 번째 시집 《하늘》을 발간 후 1948년 2월 13일을 기하여 이름을 김동명(金東鳴)에서 김동오(金東嗚)로 개명하였으나 여전히 김동명(金東鳴)이라는 개명 이전 이름을 작가로써 필명화하였다. 1955년 시집 《진주만》으로 아시아 자유 문학상을 수상하였고, 1955년 《적과 동지》라는 평론을 주로 《동아일보》를 통하여 연재, 예리한 정치 평론을 하였다. 1960년에는 초대 참의원에 당선되어 5·16 군사정변 전까지 정치 생활을 하였다. 그 후 1968년 1월 21일, 3년간 지병으로 앓고 있던 고혈압으로 인하여 69세의 나이로 사망하였다. 유해는 서울특별시 중랑구 망우동 묘소에 안장되었다가 그로부터 42년 후인 2010년 10월 10일 서울특별시 중랑구 망우동 묘소에서 강원도 강릉시 사천면 노동리 133-1번지 선영으로 유해가 이장, 봉안되었다.

## 가족 관계
재취 부인인 이복순은 이화여전 출신으로 1942년 재혼했지만, 김동명이 최용건의 핍박을 피해 흥남을 탈출하면서 이복순과 두 딸은 두고 왔다.
- 아버지: 김제옥(金濟玉)
- 어머니: 신석우(申錫遇)
- 초취 부인: 지정덕(池貞德, 1937년 사망)
  - 장녀: 김월하(金月河)
  - 아들: 김병우(金炳宇)
  - 차녀: 김월주(金月州)
  - 삼녀: 김혜숙(金惠淑)
- 재취 부인: 이복순(李福順, ? ~ ?)
  - 사녀: 김월정(金月汀)
  - 오녀: 김월령(金月鈴)
- 삼취 부인: 하윤주(河潤珠)

## 학력
- 함경남도 원산보통학교 졸업(1912년 3월)
- 함경남도 함흥 영생고등보통학교 졸업(1918년 3월)
- 일본 도쿄 아오야마 전문학원 신학과 전문학사(1927년 9월)
- 일본 도쿄 니혼 대학교 종교철학과 학사(1935년 9월)

## 경력
- 1960년 초대 참의원 의원
- 1947년 이화여자대학교 교수
- 1946년 조선민주당 함경남도당위원장
- 1945년 흥남 서호중.여자중학교 교장

## 같이 보기
- 조선민주당
- 조만식
- 한근조
- 이윤영
- 최용건

## 저서
- 《나의 거문고》, 《파초》《삼팔선》《하늘》《진주만》, 《목격자》, 《세대의 삽화》, 《적과 동지》, 《나는 증언한다》, 《모래 위에 쓴낙서》 《내 마음》등이 있다.

## 역대 선거 결과
| 실시년도 | 선거   | 대수 | 직책   | 선거구           | 정당   | 득표수    | 득표율          | 순위 | 당락 | 비고 |
| -------- | ------ | ---- | ------ | ---------------- | ------ | --------- | --------------- | ---- | ---- | ---- |
| 1960년   | 총선   | 5대  | 참의원 | 서울특별시 제1부 | 민주당 | 166,780표 | \| \| 20.03% \| | 3위  |      | 초선 |
|          | 20.03% |      |        |                  |        |           |                 |      |      |      |